# Saint-Isidore (Roussillon)
Saint-Isidore, también llamada Saint-Isidore-de-La Prairie es un municipio de parroquia de la provincia de Quebec, Canadá. Es una de las ciudades pertenecientes al municipio regional de condado de Roussillon y, a su vez, a la región de Vallée-du-Haut-Saint-Laurent en Montérégie.

## Geografía
El territorio de Saint-Isidore está ubicado entre Châteauguay y Kahnawake al noroeste, Saint-Constant al noreste, Saint-Rémi al este, Saint-Urbain-Premier al sur y Mercier al oeste. Tiene una superficie total de 52,02 km², de los que 51,98 son tierra firme. Tengo la forma de un rectángulo atravesado para el río Turgeon.

## Historia
El topónimo del municipio, escogido en 1836 por Jean-Jacques Lartigue, obispo de Montreal, en honor de San Isidro Labrador, recuerda su suelo fértil. El establecimiento de población empezó en 1726 en los señoríos de La Salle, de Sault-Saint-Louis, de Châteauguay et de La Prairie-de-la-Madeleine en Nueva Francia. La población aumentó rápidamente al fin del siglo XVIII con muchos pioneros de Longueuil, de Saint-Constant et de La Prairie que se han establecido en la aérea. La parroquia católica fue creada en 1833 y oficializada en 1836. El municipio fue instituido en 1842 pero el primero alcalde fue elegido en 1855.

## Política
El alcalde de Saint-Isidore es Sylvain Payant. El municipio forma parte de la Communidad metropolitana de Montreal, y es parte de las circunscripciones electorales de Châteauguay a nivel provincial y de Châteauguay-Saint-Constant a nivel federal.

## Demografía
Según el censo de 2011, había 2581 habitantes residiendo en Saint-Isidore, llamados isidorianos ((en francés, isidoriens). La densidad de población fue de 49,7 hab./km². Los datos del censo mostraron que de las 2489 personas censadas en 2006, en 2011 hubo un aumento de 92 habitantes (3,7 %). El número total de inmuebles particulares resultó ser de 1011. El número total de viviendas particulares que se encontraban ocupadas por residentes habituales fue de 981.

## Sociedad

### Personalidades
- Louis-Philippe-Adélard Langevin (1855- 1915), obispo de Saint-Boniface
- Georges St-Pierre (1981-), actor y luchador de artes marciales mixtas